# ホンダ・XL
XL(エックスエル)は、本田技研工業がかつて製造販売したオートバイのシリーズ商標である。

## 概要
CL・SLに続く4ストロークガソリンエンジンを搭載するデュアルパーパスモデルに使用された商標である。初出は1972年に発売されたドリームSL250Sの北米向け輸出仕様車にXL250として使用された。海外向け輸出仕様車は後にSLシリーズから車名変更を行ったモデルを追加したほか、日本国内仕様車は1975年5月に発売されたXL125・XL250から販売開始。さらにモデルチェンジや排気量別バリエーションのほか、搭載エンジンも当初の単気筒以外にV型2気筒を搭載する派生モデルも追加された。
1980年代には、後継のXLX・XLR・XRシリーズへモデルチェンジされ日本国内での商標としての使用は終了したが、1990年代・2000年代には他モデルをベースにして復刻されたほか、日本国外では2010年代前半まで本商標を使用するモデルが製造販売された。

## モデル別解説
※海外向け輸出仕様専用モデルを除き発売日などは日本国内向け仕様に準拠して解説を行う。

### XL
1972年から製造販売された第1世代ならびに1990年代以降に復刻されたモデルで車名はDegreeを除きXL+排気量。また復刻モデルを除いた共通事項として6V電装ならびに空冷SOHCエンジンを搭載する。また一部モデルはSLシリーズからの車名変更と小改良を実施のみである。
XL50
1977年から製造された海外向け輸出専用モデルで日本国内向け仕様のXE50に相当するモデル。CB50と共通設計の内径x行程=42.0×35.6（mm）・排気量49ccの前傾12°エンジンを搭載する。
XL70
1974年から北米向けに製造販売されたSL70から車名変更した輸出専用モデル。排気量72ccのスーパーカブ系前傾80°エンジンを搭載する。
XL75
1977年から製造された海外向け輸出専用モデルで日本国内向け仕様のXE75に相当するモデル。内径x行程=48.0x41.4（mm）・排気量74ccの前傾12°エンジンを搭載する。
XL100
1974年から北米向けに製造販売されたCL100をモデルチェンジした輸出専用モデル。内径x行程=53.0×45.0（mm）・排気量99ccの前傾12°エンジンを搭載する。1979年に後述するXL100Sへモデルチェンジされ製造終了。
XL125
1973年から製造販売されたSL125Sからのモデルチェンジ車である。ダイアモンド型フレーム、前輪はホイールサイズ21インチでサスペンションがテレスコピック、後輪は18インチならびにスイングアームとしたほか、エンジン始動はプライマリーキック、マニュアルトランスミッションは5速を搭載するが、エンジンはモデルイヤーにより以下の差異がある。
- 1973年・1974年モデル
  - 内径x行程=56.0x49.5（mm）・排気量122cc[注 1]
- 1975年モデル以降
  - 内径x行程=56.5x49.5（mm）・排気量124cc[注 2]

122ccモデルは海外向け輸出仕様車のみで日本での販売は行われなかったほか、マフラーもダウンタイプを装着する。
124ccモデルは1975年5月16日発表、同月17日発売で型式名L125の日本国内向け仕様が販売された。本仕様ではマフラーをアップタイプに変更したほか、海外向け輸出仕様車では仕向地によってタコメーターの有無などの差異がある。また前輪フェンダーは本モデルと後述するXL250が日本国内向け仕様のみ可動式ダウンタイプを装着する。
XL175
1973年から製造販売された海外向け輸出専用モデル。XL125と同一の車体に排気量を173ccまで拡大したエンジンを搭載する。1979年に後述するXL185Sへモデルチェンジされ製造終了。
XL250
1972年初頭に北米地区で販売開始。日本国内では同年4月10発表、同月11日からドリームSL250Sの車名で販売開始。またヨーロッパ向け仕様は車名をSL250Sとした。本シリーズでは、後継も含め250ccクラス以上のモデルのみ4バルブエンジンを搭載する。
- スペックなどの詳細はホンダ・ドリーム#SLを参照のこと。

1973年には日本国内向け仕様が販売終了。ヨーロッパ向け仕様も車名をXL250へ統一。
1975年に車重が136→148kgへ増加するとともに最高出力が22→20psへダウンする大幅なマイナーチェンジを実施。同年5月16日発表、同月17日発売で型式名L250の日本国内向け仕様が販売された。
1978年に後述するXL250Sへモデルチェンジされ製造終了。

#### 復刻モデル
いずれのモデルもベースとなった他車種と基本設計・コンポーネンツを共有する姉妹車である。詳細は各リンク先を参照。
XL Degree
- ベースはAX-1

XL230
- ベースはSL230

### XL S
1978年から製造販売された第2世代で車名はXL+排気量+S。合成樹脂の多用も含めて大幅な軽量化を実施したほか、125cc以上のモデルでは点火装置をCDIへ変更するなどメンテナンスフリー化を推進、250cc以上のモデルではキックペダル連動デコンプによる始動容易化ならびにトランスミッション用と兼用の2軸式バランスシャフトによる振動軽減など操作性向上を施したモデルである。
また250ccならびに新たに開発された500ccモデルでは前輪サイズを23インチまで大径化したほか、1979年以降の新型モデルではアルファベット2文字+2桁数字の型式名を付与することに変更されたため一部モデルではマイナーチェンジで型式名変更も実施された。
XL50S/80S
1980年から製造販売されたXE50/75からのフルモデルチェンジ車。詳細はホンダ・XEを参照のこと。
XL100S
1979年から製造販売。XL100からのフルモデルチェンジ車で海外向け輸出仕様専用モデル。車体の大型化が行われ、ホイールサイズが前19→21インチ/後17→18インチへ拡大。1985年に製造終了。
XL125S
1978年10月12日発表、同月13日発売。型式名L125S。搭載エンジンはXL125からのキャリーオーバーで最高出力も12psであるが、マニュアルトランスミッションの6速化ならびに2kgの軽量化を実施した。1980年に型式名をJD02へ変更。
XL185S
1979年 - 1982年に製造販売されたXL175からのフルモデルチェンジ車で海外向け輸出仕様専用。XL125Sと同様の車体に内径x行程=63.0×57.8（mm）・排気量180cc・最高出力16psのエンジンを搭載するが、マニュアルトランスミッションは5速と差異がある。
エンデューロレース用に北米で本モデルをベースに各パーツのアルミニウム合金化・前後サスペンションをロングストローク化・エンジンパワーアップ・マニュアルトランスミッション6速クロス化などを実施したXR185が好評だったことから、従来はミニモトクロスレース用としてリリースされていたXRの排気量別シリーズ化を決定させたモデルである。
XL250S
1978年6月27日発表、同月28日発売。型式名L250S。上述したメンテナンス性向上や操作性向上のほか、車重をXL250の148kgから119kgへ大幅な軽量化を達成したモデルである。内径x行程=74.0×57.8（mm）・排気量248cc・最高出力20ps。エンジンの機構では二軸式バランサーが特徴で、エキゾーストマニホールドも排気バルブ数に対応させた2本出しとした。またシート後方には小型の収納バッグを標準装備しており、これは後継モデルのXR250まで引き継がれた。
マイナーチェンジでフロントフェンダーならびにサイドカバーの大型化・サスペンションセッティング変更・計器類変更を実施し、1980年には型式名をMD01へ変更。1981年に後述するXL250Rへモデルチェンジされ製造終了。
XL500S
1979年7月10日発表、同月16日発売。型式名PD01。250をベースに開発され、XL250Sとほぼ同程度の車体に内径x行程=89.0×80.0（mm）・排気量497cc・最高出力31psのエンジンを搭載する大型自動二輪車である。免許制度の関係から日本国内より海外での販売が主となったが、日本国内向け仕様もマイナーチェンジを経て海外向け輸出仕様と共に1981年まで製造された。

### XL R
1981年から製造販売された第3世代で車名はXL+排気量+R。XL Sシリーズからは以下の大きな変更点を持つ。
- リヤサスペンションをプロリンク化
- 電装を12V化
- ホイールサイズを前21インチ/後17インチに統一

XL125R
1982年2月25日発表、同年3月13日発売。型式名JD04。搭載されるエンジンはXL125SからのキャリーオーバーでL125SE型である。後述するパリ・ダカールの追加ならびに1985年6月26日発表、同月27日発売のマイナーチェンジを経て、1988年にNX125へフルモデルチェンジされる形で製造終了。
XL200R
1982年10月19日発表、同月20日発売。型式名MD06。XL185Sからのフルモデルチェンジ車で本モデルでは先代までと異なり日本国内でも正規販売が行われた。
XL125Rと同一の車体に内径x行程=65.5×57.8（mm）・排気量194cc・最高出力18psのMD06E型エンジンを搭載する。またマニュアルトランスミッションは先代同様に125の6速に対し5速となる。1985年4月22日発表、同月30日発売でカラーリング変更のマイナーチェンジを実施。
XL250R
1981年11月19日発表、同月20日発売。型式名MD03。エンジンの基本設計はXL250Sから踏襲するものの以下の設計変更を実施した。
- バランサー：一軸式化
- カムチェーンテンショナー：半自動式→自動調整式
- 進角装置：遠心式→電気式へ変更。
- 最高出力：20→22ps
- マニュアルトランスミッション：5速→6速へ変更

1983年にXLX250Rへモデルチェンジし製造終了。
XL350R
海外向け輸出専用モデル。型式名ND03。
XL400R
1982年3月30日発表、同年4月1日発売。型式名ND01。制度の関係から中型限定自動二輪車免許（現・普通自動二輪車免許）で運転可能な日本国内専用モデルとして後述するPD02型XL500R用PD02E型エンジンの内径は89.0（mm）のまま行程を61.0（mm）に短縮し排気量を397ccまでダウンさせたモデルである。最高出力27ps/6,500rpm・最大トルク3.2kg-m/5,000rpmのスペックを持つ。
XL500R
型式名PD02。XL500Sからのフルモデルチェンジ車であるが、日本国内では未発売の北米・ヨーロッパ・オーストラリア・南アフリカ向け輸出専用モデル。仕向地の法規や保険事情によってスペックがことなるほか、XL600R開発後にオーストリア向けのみ排気量を500ccへダウンしたPD05型が製造された。
XL600R
1983年から製造されたPD02型XL500Rからのフルモデルチェンジ車でエンジンの違いから以下の2型式が製造された。
- PD03型：内径x行程=100.0×70.0（mm）・排気量589cc
- PD04型：内径x行程=97.0×80.0（mm）・排気量591cc

いずれのモデルもシリンダーヘッドをサブロッカーアーム・センタープラグ・半球型燃焼室を可能にし、燃焼効率と吸排気効率を大幅に向上させるためバルブを放射状に配置するRFVCとしたほか、燃料供給は単気筒ながら低速域から高速域までの吸入効率向上と俊敏なレスポンスの追求から、中低速域では1基だけ、アクセル開度が一定以上になると2基が動作するデュアルインテークキャブレターを搭載し、オイルの潤滑方式をウエットサンプからドライサンプに変更。エンジン始動方式を従来のキックスターターとセルモーター併用とした。また本シリーズでは初めて前輪に油圧式シングルディスクブレーキを採用した。
当初は輸出専用モデルで仕向地によって27psと44ps仕様が設定されたが、1985年8月20日にPD04型を日本国内向けに42psとしXL600R ファラオの車名で同月31日から300台限定で発売されることが発表された。
1988年に事実上の後継となるNX650_Dominatorへモデルチェンジされ製造終了。

#### パリ・ダカール
1982年の第4回パリ - ダカール・ラリー（現・ダカール・ラリー）モト（二輪）部門でシリル・ヌヴー（Cyril Neveu）がドライブするXR500改で同社が初優勝したことを記念してそのイメージを市販車に再現したレプリカモデルで、通称パリダカ。標準モデルと異なる以下の装備に特徴がある。
- 大容量燃料タンク[注 10]
- 大型リヤキャリア
- 前輪大型オーバーフェンダー

125・250・500・600モデルに設定され、このうち日本国内ではXL125Rパリ・ダカールが1983年3月に、XL250Rパリ・ダカールが1982年7月に発売された。

### XLX
詳細はホンダ・XLX250Rを参照のこと。

### XLR
詳細はホンダ・XLRを参照のこと。

### V型2気筒エンジン搭載モデル
それぞれのリンク先項目を参照のこと。
- XLV750R
- トランザルプシリーズ（XL+排気量+V）
- XL1000V バラデロ
- バラデロ125（XL125V VARADERO）

## 派生車種
- CB250RS/RS-Z - エンジンの基本設計をXL250Sと共有
- シルクロード - 型式名がXL250Sと共通
- XRシリーズ - 本シリーズと基本設計ならびにコンポーネンツを共有 後に後継モデル
- FT400/500 - 本シリーズとエンジンを共用[注 11]